# Jiří Raboch
Jiří Raboch (* 29. ledna 1951 Praha) je český psychiatr a sexuolog, emeritní přednosta Psychiatrické kliniky 1. LF UK a VFN v Praze a dlouholetý předseda Psychiatrické společnosti ČLS JEP. Jako první v zemích bývalého Východního bloku zorganizoval Evropskou a Světovou psychiatrickou konferenci v Československu.

## Profesní kariéra
Maturoval v roce 1969 na gymnáziu v Korunní ulici v Praze 2. Fakultu všeobecného lékařství Univerzity Karlovy absolvoval sub auspiciis v roce 1975. Během studií pracoval jako pomocná vědecká síla v Sexuologickém ústavu Karlovy univerzity u svého otce prof. MUDr. Jana Rabocha, DrSc. Absolvoval prázdninové praxe v Institutu experimentální endokrinologie prof. Gustava Dörnera v berlínské nemocnici Charité, na Andrologické univerzitní klinice profesora Richarda Willeho v Kielu. V roce 1975 nastoupil na Psychiatrickou kliniku profesora Jana Dobiáše na Karlově jako sekundární lékař, později se stal asistentem a docentem. V roce 1990 byl ustanoven do funkce zástupce přednosty, v roce 1992 byl jmenován profesorem v oboru psychiatrie. Od roku 1999 je přednostou kliniky. Je vedoucím Centra psychiatrických a behaviorálních věd 1. LF UK a VFN. Absolvoval četné zahraniční krátkodobé pobyty na univerzitních pracovištích v Německu a USA.
Postupně složil atestace z psychiatrie (1. stupeň 1979, 2. stupeň 1983) a sexuologie (1986). Obhájil titul kandidáta věd (1981 Sexuální vývoj a život psychiatrických pacientek) a doktora věd (1989 Psychosexuální adaptace žen ve světle morfologie a steroidní ovariální funkce). Pod vedením anglických lektorů získal vzdělání v oblasti kognitivně behaviorální terapie (1994), absolvoval výcvik v repetitivní transkraniální magnetické stimulaci mozku na Ludwig-Maxmiliánově Univerzitě v Mnichově (2003) a výcvik v chronobioterapii v Chronobiologickém centru Univerzity v Bazileji (2012). Od roku 1983 působí jako soudní znalec v oboru psychiatrie a sexuologie. Jako první v České republice komputerizoval originální českou falografickou metodu. Založil program postgraduální vědecké přípravy Lékařské psychologie a psychopatologie na Karlově univerzitě.

## Politika
Od studií na medicíně až do r.1990 byl nejprve kandidátem a posléze členem Komunistické strany Československa.

### Členství
- 1990–1996 vědecký sekretář Psychiatrické společnosti ČLS JEP
- 1996–2013 předseda Psychiatrické společnosti ČLS JEP
- 1986 člen výboru Sexuologické společnosti ČLS JEP, 2010 – místopředseda
- 1996–2007 člen vědecké rady Ministerstva zdravotnictví České republiky
- 1996–2001 český zástupce v UEMS komisi pro psychiatrii EU
- 1997–2002 viceprezident Donau-Symposia
- 2002–2008 člen Komise pro konference Světové psychiatrické společnosti
- 2006–2010 mentor Fogarty International Center Mental Health Policy in Central and Eastern Europe Project, University of California v Berkeley, USA
- 2007–dosud člen výboru Spolku lékařů českých
- 2008–2011 konzultant Světové psychiatrické společnosti pro konference
- 2008 člen kolegia ministra zdravotnictví
- 2011 regionální zástupce Světové psychiatrické společnosti
- 2011 člen předsednictva České lékařské společnosti
- 2011 člen Akademického senátu UK
- 2012 odborný garant a vedoucí sekce celoživotního vzdělávání lékařů ČLK pro obor psychiatrie
- 2012-2014 ambasador Světové psychiatrické konference Madrid, 2014
- 2013 past president Psychiatrické společnosti ČLS JEP
- 2013 předseda Spolku českých lékařů v Praze
- 2013 člen Akademického senátu 1. LF UK
- 2014 člen Vědecké rady Agentury pro zdravotnický výzkum MZ ČR
- 2014 předseda panelu „Neurovědy a duševní zdraví“ Agentury pro zdravotnický výzkum MZ ČR
- 2014 dosud člen odborného kolegia ministra zdravotnictví ČR

Čestná členství
Prof. MUDr. Jiří Raboch, DrSc., je čestným členem Psychiatrické společnosti ČLS JEP, Světové psychiatrické společnosti, Slovenské psychiatrické společnosti, České lékařské společnosti ČLS JEP a Spolku lékařů českých.
Členství v redakčních radách
Působí v redakčních radách Archives of Psychiatry and Psychotherapy, NeuroEndocrinology Letters, Polish Journal of Geriatric Psychiatry, Activitas Nervosa Superior a SAARC Journal of Psychiatry.

### Ceny a ohodnocení vědecké práce
- 1990 cena České sexuologické společnosti
- 1997, 2005, 2008, 2010 autor/spoluautor práce odměněné Vondráčkovou cenou
- 1999, 2007, 2011, 2012 Kuffnerova cena Psychiatrické společnosti ČLS JEP
- 2001 cena rektora UK
- 2001 cena předsednictva ČLS JEP
- 2002 spoluautor práce odměněné cenou Aloise Alzheimera
- 2006 spoluautor práce odměněné cenou České neuropsychofarmakologické společnosti
- 2006 čestná medaile 1. LF UK
- 2006 medaile Jana Evangelisty Purkyně
- 2006 spoluautor práce odměněné cenou Zdeňka Kleina
- 2011 Stříbrná medaile Karlovy Univerzity
- 2011 Kuffnerova cena
- 2011 Diplomate in Behavioral Medicine, International Academy of Behavioral Medicine, Councelling and Psychotherapy
- 2011, 2012 ocenění Prague Convention Ambassador's Program
- 2012 Pamětní medaile Spolku lékařů českých v Praze
- 2012 cena za nejlepší poster IX. sjezdu Psychiatrické společnosti ČLS JEP, spoluautor
- 2012 Medaile za zásluhy o stát v oblasti vědy, výchovy a školství
- 2013 Cena prezidenta České lékařské komory za přínos v oblasti celoživotního vzdělávání lékařů
- 2013 Diplom za mimořádný přínos v oblasti kongresového turismu, CzechTourism
- 2014 cena České neuropsychofarmakologické společnosti, spoluautor

### Další aktivity ve vědecké oblasti
- 1991 předseda organizačního výboru mezinárodní konference IASR Praha
- 1995 předseda organizačního výboru regionální konference Světové psychiatrické společnosti v Praze
- 1996, 1998, 2000, 2002, 2004, 2006, 2008, 2010, 2012 předseda vědeckého a organizačního výboru celostátních konferencí s mezinárodní účasti Psychiatrické společnosti ČLS JEP Špindlerův Mlýn
- 2000 předseda organizačního výboru Evropské psychiatrické konference (AEP) Praha
- 2003–2010 předseda komise pro neurologii, psychiatrii a psychologii IGA MZd ČR
- 2003–dosud předseda oborové komise Lékařská psychologie a psychopatologie postgraduální vědecké přípravy na 1. LF UK
- 2005 člen Vědeckého a organizačního výboru Světové psychiatrické konference v Káhiře
- 2008 předseda organizačního výboru a člen vědeckého výboru Světové psychiatrické konference v Praze
- 2011 člen organizačního výboru Světové psychiatrické konference v Buenos Aires
- 2012 prezident mezinárodního kongresu Světové psychiatrické společnosti v Praze
- 2013 člen organizačního výboru kongresu Světové psychiatrické společnosti, Vídeň 2013
- 2012–dosud člen Vědecké rady IPVZ
- 2013 člen akademického výboru světové konference World Federation for Mental Health, Buenos Aires 2013
- 2014 místopředseda celostátních konferencí s mezinárodní účasti Psychiatrické společnosti ČLS JEP Špindlerův Mlýn

## Osobní život
Otec prof. MUDr. Jan Raboch, DrSc., byl dlouholetým přednostou Sexuologického ústavu UK, předsedou Sexuologické společnosti a jediným českým prezidentem výběrové International Academy of Sex Research. Matka Milena Rabochová byla úřednice. Bratr Ing. Pavel Raboch, CSc., je stavař a podnikatel. Manželka Hana je zubní lékařka. Synové Tomáš (1978) a Jan (1981) pracují mimo oblast medicíny.

## Zájmy
Závodně hrával kopanou (Bohemians Praha), lední hokej (ÚDPMJF Praha), tenis (Lokomotiva Praha). Je členem výboru tenisového oddílu Sokol Měchenice.